# Owen Wilkes
Owen Wilkes (født 1940 i Christchurch, død 17. maj 2005) var en newzealandsk forsker som blev dømt i Norge, i Wilkes/Gleditsch-saken i 1982.

## Links
- http://www.listener.co.nz/issue/3394/features/4074/owen_wilkes_.html
- https://www.prio.org/people/5163